# 世説新語
『世説新語』（せせつ しんご）とは、中国南北朝時代の南朝宋の臨川王劉義慶が編纂した、後漢末から東晋までの著名人の逸話を集めた文言小説集。今日『四部叢刊』に収めるものは上中下の三巻に分けるが、テクストによってその巻数は二、三、八、十、十一等の異同がある。『隋書』「経籍志」によれば、もとは単に『世説』と称したようであるが、『宋史』「芸文志」に至ってはじめて『世説新語』の称が現れた。『世説新書』とも呼ばれる。

## 概要
南朝宋の臨川王劉義慶は文芸を好み、多くの文学の士を集めては『集林』『幽明録（中国語版）』などの書物を編纂した。『世説新語』もその一つであり、後漢末から東晋までの著名人の逸話を集め、その内容から三十六篇に分けて編纂したものである。それぞれの項目が「孔門四科」の徳行・言語・政事・文学を初めとしてジャンルごとに分類されている。基本的に小説集であり、史実とは言い難い話も少なくない。一方、この時代に生きた様々な人物の言動や思想を知り、同時代の世相を掴む上で貴重な書物と言え、取り上げられた人物が後代いかなるイメージを持たれていたかを推測することもできる。
成立の背景としては、後漢末期から行われるようになった人物評論（月旦評）が魏晋期の貴族社交界でも継承され、過去の人物に関する伝説を一書にまとめようとする機運が高まったことが挙げられよう。とりわけ中心的な主題となったのは「清談」である。いわゆる「竹林の七賢」に代表される老荘思想に基づいた哲学的談論が、当時の貴族サロンでもてはやされたことを裏付ける資料ともなっている。
『世説新語』が編纂されてから一世紀も経たないうちに、南朝梁の劉孝標が注を付けている。劉孝標の注は、記述を補足し不明な字義を解説するだけではなく、本文中の誤りを訂正したり、また、現代では既に散逸した書物を多く引用したりしており、裴松之の『三国志』注、酈道元の『水経注』などと並び、六朝期の名注として高く評価されている。

## 日本への影響

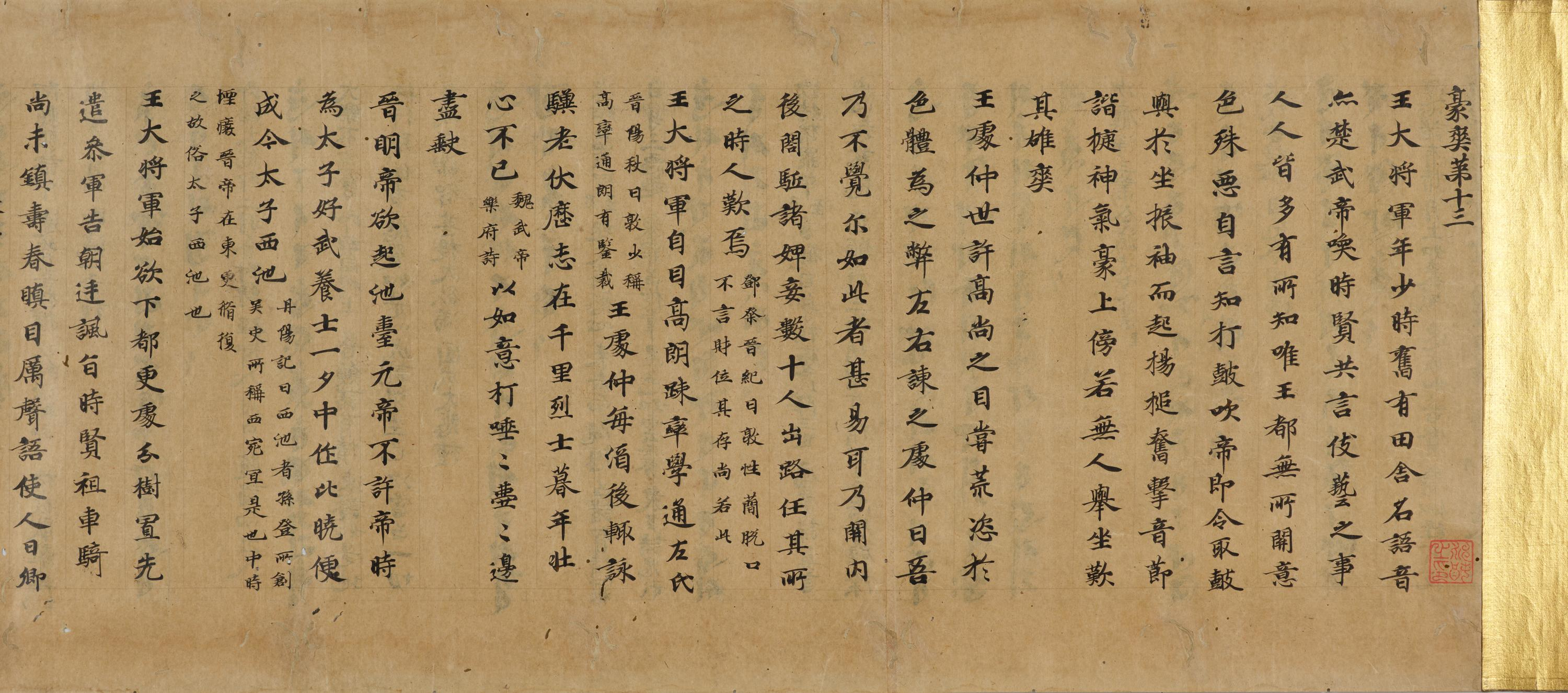
『世説新語』（世説新語）巻六の唐写本。東京国立博物館所蔵。

『世説新語』はたいへんよく読まれ、その亜流も数多く出現したが、明代の中国において編纂された『世説新語補』が江戸時代の日本へ紹介され、和刻本も出版された。秦鼎の『世説箋本』等、その研究も盛んに行われた。

## 主な登場人物

### 後漢・三国・西晋
- 陳寔
- 孔融
- 曹操
- 楊修
- 何晏
- 夏侯玄
- 鍾会
- 竹林の七賢
- 夏侯湛
- 王衍

### 東晋
- 王導
- 王敦
- 庾亮
- 王羲之
- 支遁
- 司馬昱
- 桓温
- 謝安
- 桓玄

## 各篇の名称
- 第一　　　徳行篇（徳の高い人物の話）
- 第二　　　言語篇（外交的弁舌に優れた人物の話）
- 第三　　　政事篇（優れた統治能力を持った人物の話）
- 第四　　　文学篇（学問に優れた人物の話）
- 第五　　　方正篇（己の信じる義を貫いた人物の話）
- 第六　　　雅量篇（度量の広い人物の話）
- 第七　　　識鑒篇（シキカン、知識、判断力に優れた人物の話）
- 第八　　　賞誉篇（厳正に公平に人を褒め称えた人物評）
- 第九　　　品藻篇（品格や才能にあふれた人物の話）
- 第十　　　規箴篇（人物の良し悪しの判断に優れた人物の話）
- 第十一　　捷悟篇（問題に対する対応力に優れた人物の話）
- 第十二　　夙慧篇（大人顔負けの教養を持った子供の話）
- 第十三　　豪爽篇（豪快でさわやかなすっきりした性格を持った人物の話）
- 第十四　　容止篇（美男子の話）
- 第十五　　自新篇（過去の過ちを己が力で正した人物の話）
- 第十六　　企羨篇（目標とする人物に近づこうと努力しそのようになった人物の話）
- 第十七　　傷逝篇（死者を心から偲んだ人物の話）
- 第十八　　棲逸篇（世俗を離れ山野に下った人物の話）
- 第十九　　賢媛篇
- 第二十　　術解篇（占術、医術、馬術などに優れた人物の話）
- 第二十一　巧芸篇（芸術に長けた人物の話）
- 第二十二　寵礼篇（才能などを認められた上で寵愛を受けた人物の話）
- 第二十三　任誕篇（世俗にとらわれぬ人々の話）
- 第二十四　簡傲篇（驕り高ぶった性質を持った人物の話）
- 第二十五　排調篇（他人を言い負かしたりやりこめたりする話）
- 第二十六　軽詆篇（他人を軽蔑し誹る行いをした人物の話）
- 第二十七　仮譎篇（カケツ、他人をうまくあざむいた話）
- 第二十八　黜免篇（チュツメン、左遷や免職に関する話[2]）
- 第二十九　倹嗇篇（ケンショク、けちんぼの話）
- 第三十　　汰侈篇（タイシ、贅沢に関する話）
- 第三十一　忿狷篇（短気な人物の話）
- 第三十二　讒険篇（悪説により他人を陥れた人物の話）
- 第三十三　尤悔篇（同じ過ちを繰り返し起こしてしまった人物の話）
- 第三十四　紕漏篇
- 第三十五　惑溺篇（女性に迷い溺れた人物の話）
- 第三十六　讎隙篇（シュウゲキ、讐を恨んだ人物の話）

## 日本語訳注
- 目加田誠訳注「世説新語　新釈漢文大系」明治書院（全3巻、1975-78年）。全訳の原文・読み下し
  - 「世説新語　新書漢文大系21」（長尾直茂編、明治書院、2003年）。抜粋訳・新書版
- 竹田晃訳著「世説新語　中国古典小説選3」明治書院。選訳版、原文・読み下し・現代語訳・解説（2006年）
- 森三樹三郎訳注「世説新語　中国古典文学大系9」平凡社。全訳・現代語訳のみ（復刊1994年）
- 井波律子訳注「世説新語」平凡社東洋文庫（全5巻、2013-14年）
  - 旧版「世説新語　鑑賞中国の古典14」（角川書店、1988年）。抜粋訳

## 注・出典
1. ↑  文言小説とは、宋代以後の中国小説史の上で、大きな比重を占めてはいなかったために、形態名が与えられていなかったこの分野に対し、前野直彬が仮に付けた呼称である。『中国古典文学大系 42　閲微草堂筆記（抄） 子不語（抄） 他』平凡社 。解説 p.503 。
2. ↑  有名な「断腸の思い」の故事の出典。